# Gustav Vigeland
 (septembre 2021).
Si vous disposez d'ouvrages ou d'articles de référence ou si vous connaissez des sites web de qualité traitant du thème abordé ici, merci de compléter l'article en donnant les références utiles à sa vérifiabilité et en les liant à la section « Notes et références ».

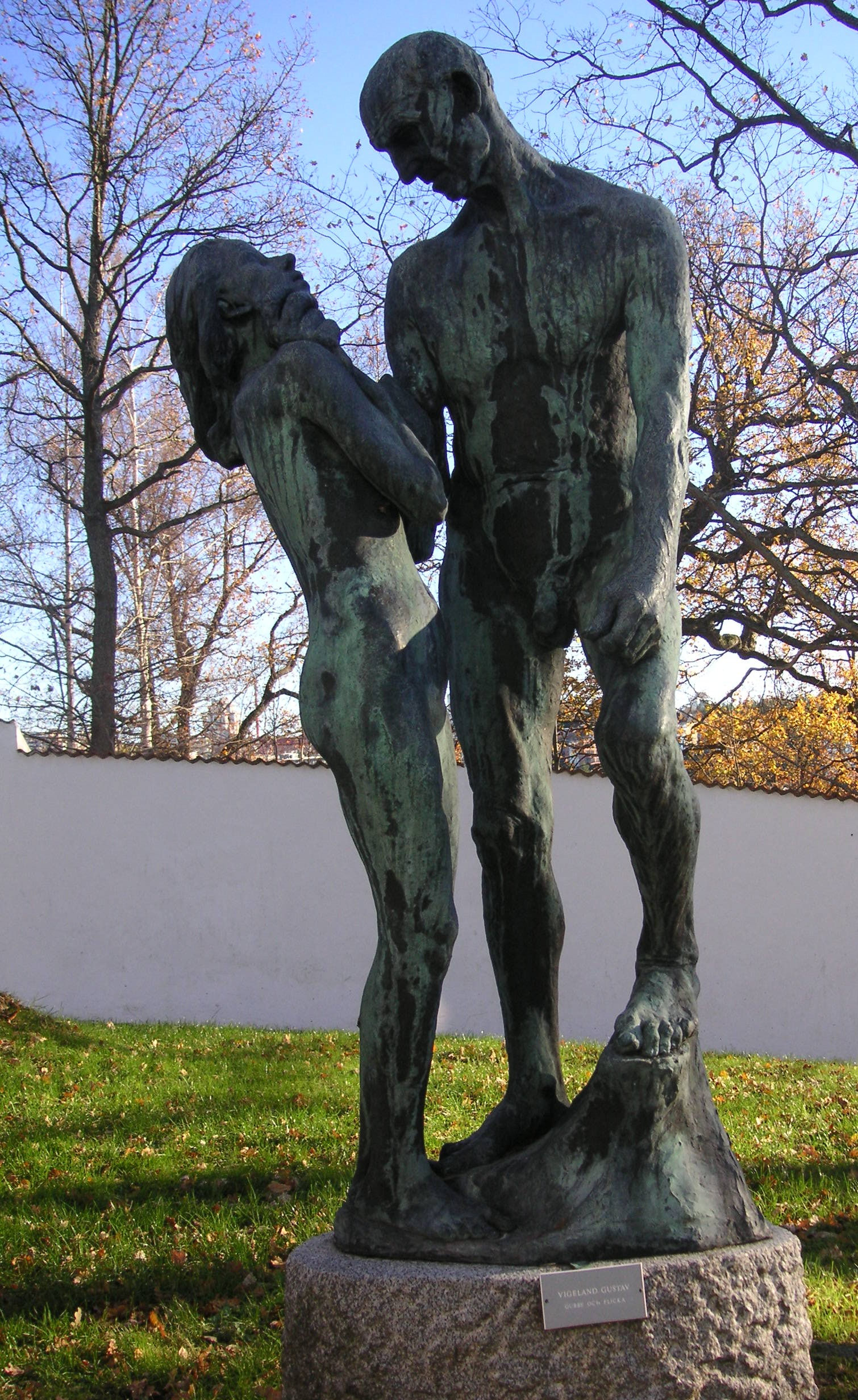
Vieil Homme et Jeune Fille, galerie Thiel.

Gustav Vigeland (Mandal, 11 avril 1869 - Kirkeveien, 12 mars 1943) est un sculpteur norvégien. Sa principale réalisation se trouve au Frognerpark, le plus grand parc d'Oslo, où sont exposées 214 de ses œuvres.

## Sa formation
Vigeland (de son vrai nom Gustav Thorsen) est né à Mandal, une petite ville du sud de la Norvège, au sein d'une famille d'artisans et de comptables. Il y fait ses études primaires et s'y initie à la sculpture sur bois. Son enfance fut malheureuse à cause d'un père charpentier dont le comportement à l'égard de ses enfants était austère et dur  : il le fouettait le Vendredi-Saint pour lui faire éprouver les souffrances du Christ. 
À l'âge de quinze ans, il part à Oslo pour servir d'apprenti à un sculpteur sur bois professionnel. Il endure deux années d'apprentissage caractérisées par la misère et la privation.
En février 1889, Vigeland rencontre le sculpteur Brynjufl Bergslien qui fut impressionné par ses dessins. Intrigué par son talent, Bergslien décida de montrer ces dessins au professeur Lorentz Dietrichson (en). Ce dernier ne pût s’empêcher d'y reconnaître le génie du sculpteur danois Bertel Thorvaldsen.
Grâce à l'appui moral et financier de Bergslien , il commence à fréquenter une école d'art durant ses soirées. Un an après ses débuts avec Bergslien, ce dernier l'envoi étudier auprès du sculpteur Mathias Skeibrok où Vigeland participe au dessin de l'une des figures du tympan du bâtiment principal de l'Université d'Oslo .
En 1889, il expose pour la première fois au regard du public une de ses œuvres, Hagar og Ismael.
Au début de l'année 1891, Vigeland entreprend un voyage à Copenhague muni d'une lettre d'introduction du professeur Dietrichson pour rencontrer le sculpteur et professeur Vilhem Bissen. Il étudie dans l'atelier de ce dernier pendant un an et garde comme amitié le sculpteur Ludvig Brandstrup. Son œuvre Forbannet attira l'attention durant une exposition au Danemark.
A son retour en février 1892, Vigeland se trouve un studio avant de repartir en voyage en novembre. Il part alors à Paris où il assiste aux cours d'Auguste Rodin.
Revenu à Oslo à l'été 1893, Vigeland conçoit ses reliefs Helvete [« Enfer »] et Oppstandelse [« Résurrection »]. Cependant il refuse de réaliser le dernier relief de la série, le Paradis, car c'est pour lui impossible à imaginer. En observant ces deux reliefs, il est indéniable de constater l'influence de La Porte de l'Enfer sur laquelle Rodin était en train d'œuvrer dès 1880.
En novembre 1894, il organise sa première exposition à Oslo qui suscite des réactions mitigées. Il y expose quinze œuvres.
Alors qu'il était en voyage à Berlin en 1895, il résida dans le même hôtel qu'Edvard Munch et fit un buste de ce célèbre peintre norvégien qu'il détruit par la suite. Durant cette période, il formait un groupe d'artiste avec l'historien de l'art Jens Thiis (en), le dramaturge August Strindberg, le poète polonais Stanisław Przybyszewski et sa femme norvégienne Dagny Juel. 
De 1891 à 1896, Vigeland accomplit plusieurs voyages à l'étranger. Il visite Copenhague, Paris, Berlin et Florence. C'est de cette expérience qu'il tire sa formation non académique : à Paris, il assiste aux cours d'Auguste Rodin, tandis qu'en Italie, il découvre l'art antique et la Renaissance. Au cours de ces années, les thèmes qui dominent la majeure partie de sa production artistique commencent à apparaitre : la mort, la vie quotidienne, l'homme et la femme. Ses deux premières expositions personnelles ont lieu en Norvège, en 1894 et 1896, et sont bien accueillis par certains critiques.

## Sa première œuvre publique
De 1897 à 1902, Vigeland est employé en tant que sculpteur pour le projet de restauration de la Cathédrale de Nidaros à Trondheim. Son contact avec l'art médiéval apporte un nouvel élément à sa production artistique : le dragon, symbole du péché et de la force de la nature, bataillant contre l'homme. 
De retour à Oslo, il obtient de la mairie un atelier inutilisé. À cette époque, la Norvège connaît une période d'agitation nationaliste qui culmine avec l'indépendance de la Suède en 1905. Le pays souhaitait commémorer sa propre histoire et sa propre culture. Considéré comme le plus talentueux sculpteur norvégien, Vigeland reçut plusieurs commandes de statues et de bustes d'illustres compatriotes tels que le dramaturge Henrik Ibsen et le mathématicien Niels Henrik Abel.
En 1906, Vigeland présenta un modèle de fontaine monumentale en gypse qui, selon le conseil municipal d'Oslo, devait embellir la place face au Parlement National. L'œuvre de Vigeland fut bien accueillie, mais quelques désaccords surgissent au sujet du lieu de son emplacement. La construction de la fontaine fut ajournée jusqu'à l'entente d'un accord sur l'emplacement définitif. Pendant cette attente, Vigeland agrandit son projet original en rajoutant divers groupes de sculptures et, en 1919, une haute colonne de granite.

## Sculptures du parc Frogner, leVigelandsanlegget

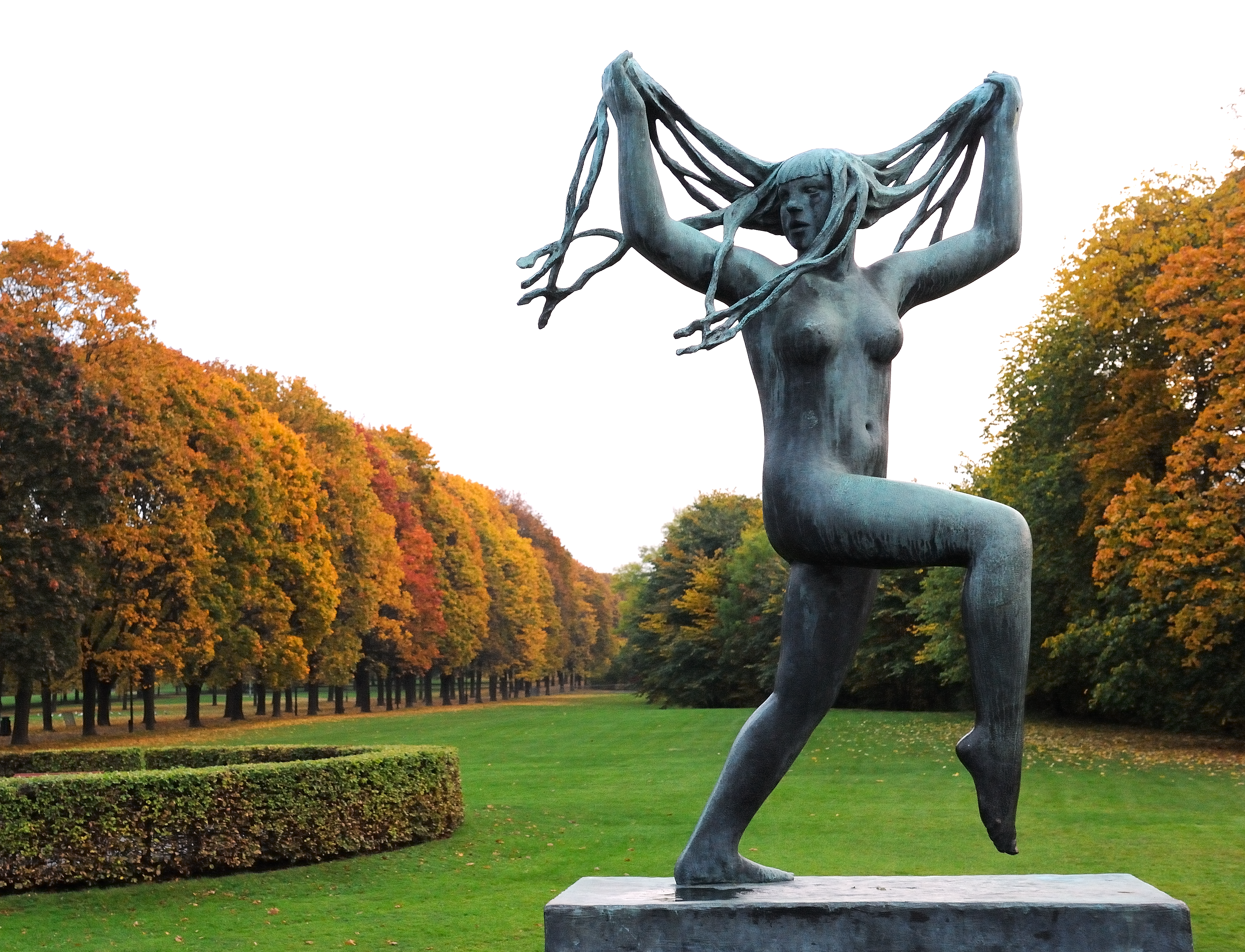
L'une des sculptures du parc.

En 1921, le conseil municipal d'Oslo décide de détruire le vieil édifice où se trouvait l'atelier du sculpteur pour construire une bibliothèque. Arrivé à un accord, le conseil prévoit la construction d'un nouvel édifice servant d'atelier et de maison pour Vigeland, destiné à être changé en musée après sa mort. En échange, Vigeland s'engage à offrir à la ville tout son travail, ses sculptures, ses dessins, ses bas-reliefs et ses modèles.
En 1924, l'artiste se rend à Kirkeveien pour un nouveau projet, dans le Frognerpark, qui avait été élu pour l'emplacement définitif de la fontaine. Durant vingt ans, Vigeland se consacra à la  réalisation et l'installation du lieu destiné à l'exposition permanente de ses sculptures, qui par la suite prend le nom de Vigelandsanlegget (« installation de Vigeland » en norvégien). Il a réalisé lui-même pour ce parc 650 statues ou dessins, 214 sculptures  en granit ou en bronze étant finalement exposées. Le granite, à grain fin, est originaire de Norvège. 
Dans sa maison à Kirkeveien, il vécut et travailla jusqu'à sa mort en 1943. Ses cendres y reposent et sont conservées dans la tour. Comme prévu, l'édifice fut transformé en musée et abrite désormais les œuvres de l'artiste et tous les modèles originaux des sculptures de Frognerparken.